# نمر فرموزي ملطخ
النمر الفرموزي الملطخ (الاسم العلمي: Neofelis nebulosa) هو جُمهرة من النمر الملطخ كانت تعيش في تايوان. لم تسجل دراسات الكاميرات الفخية التي أُجريت في العديد من المناطق المحمية في تايوان بين سنتي 1997 و2012 أي نمر ملطخ. أُدرج على أنه منقرض في القائمة الحمراء للاتحاد الدولي لحفظ الطبيعة.